# Proces posesoryjny
Proces posesoryjny – postępowanie sądowe, którego celem jest ochrona posiadania przed naruszeniami tego stanu faktycznego, które mogą mieć postać zakłóceń posiadania lub pozbawienia posiadania (wyzucia). W zależności od przyjętego w danym porządku prawnym modelu postępowania posesoryjnego, uprawnienia naruszyciela mogą być uwzględniane na zgłoszony przez niego zarzut (exceptio iuris) albo pozostawać poza sferą zainteresowania sądu. Odrębny proces posesoryjny powstał już na gruncie rzymskim i tam osiągnął swój pełny rozwój.
W polskim prawie postępowanie w sprawach o naruszenie posiadania jest postępowaniem odrębnym z uwagi na różnorakie odrębności tego postępowania w stosunku do trybu zwykłego. W szczególności legitymacja procesowa powoda nie opiera się na przysługującym mu uprawnieniu. Zgodnie z art. 478 kodeksu postępowania cywilnego w sprawach o naruszenie posiadania sąd bada jedynie ostatni stan posiadania i fakt jego naruszenia, nie rozpoznając samego prawa ani dobrej wiary pozwanego. Jednak w świetle art. 344 § 1 kodeksu cywilnego sąd uwzględnia prawomocne orzeczenie sądu lub innego właściwego organu państwowego, z którego wynika, że stan posiadania powstały na skutek naruszenia jest zgodny z prawem. Sąd nie rozstrzyga zatem o tym, komu przysługuje prawo do danej rzeczy, ale o fakcie naruszenia posiadania, orzekając o przywróceniu posiadania lub zakazie naruszeń posiadania. Ponadto w postępowaniu posesoryjnym nie jest dopuszczalne łączne dochodzenie roszczeń posesoryjnych z roszczeniami opartymi na prawie (petytoryjnymi), jak również powództwo wzajemne (art. 479 KPC). Odrębności postępowania posesoryjnego nie są jednak realizowane kosztem zakresu postępowania dowodowego, prawomocności orzeczenia posesoryjnego i powagi rzeczy osądzonej.

## Cel postępowania posesoryjnego
- Ochrona nienaruszalności osoby posiadacza
- Ochrona porządku publicznego – przeciwdziałanie samowoli
- Oddziaływanie motywacyjne skłaniające do wyboru cywilizowanych metod dochodzenia roszczeń
- Ochrona osób uprawnionych bez konieczności przeprowadzania nierzadko skomplikowanych dowodów prawa
- Ochrona wartości ekonomicznej posiadania
- Zachowanie właściwych ról procesowych w sporze o prawo (actore non probante, reus absolvitur). Dowód uprawnienia musi ciążyć na naruszającym, który twierdzi, że jest uprawnionym[4][5].

## Rozwój sądowej ochrony posiadania
- We Włoszech wprowadzono proces posesoryjny dzięki działalności glosatorów i kanonistów około X – XI wieku.
- We Francji skargi posesoryjne pojawiły się w XII – XIII w. System środków posesoryjnych został objęty ordonansem procesowym z 1667 roku.
- W Niemczech przez całe średniowiecze nie rozróżniano skarg petytoryjnych i posesoryjnych. Od XVI wieku – w wyniku recepcji prawa rzymskiego – nastąpiło wykształcenie się osobnych procesów petytoryjnego i posesoryjnego.
- W Polsce proces posesoryjny został uregulowany w konstytucji sejmowej O gwałtownym wybiciu z mienia z 1543 roku, a także w konstytucjach z lat 1587, 1699 i 1726. Osoba mająca zdolność procesową miała prawo w ciągu miesiąca od daty wyzucia do wniesienia skargi posesoryjnej przed sąd grodzki. Sąd przeprowadzał niezwłocznie skrutynium. Jeżeli ustalił, że powód był posiadaczem nieruchomości i został wybity z posiadania bez badania tytułu prawnego, kończył postępowanie wprowadzeniem powoda w posiadanie.